# Piazza Caricamento
La Piazza Caricamento (en langue ligure Ciassa Caregamento /ˈtʃasa kaɾegaˈmeŋtu/) est une place du quartier génois de La Maddalena, créée vers le milieu du XIXe siècle comme terminal de la carrettiera Carlo Alberto, la route côtière commandée par le roi de Savoie, et de la voie ferrée qui reliait le port de Gênes à la ligne Turin-Gênes.

## Toponyme

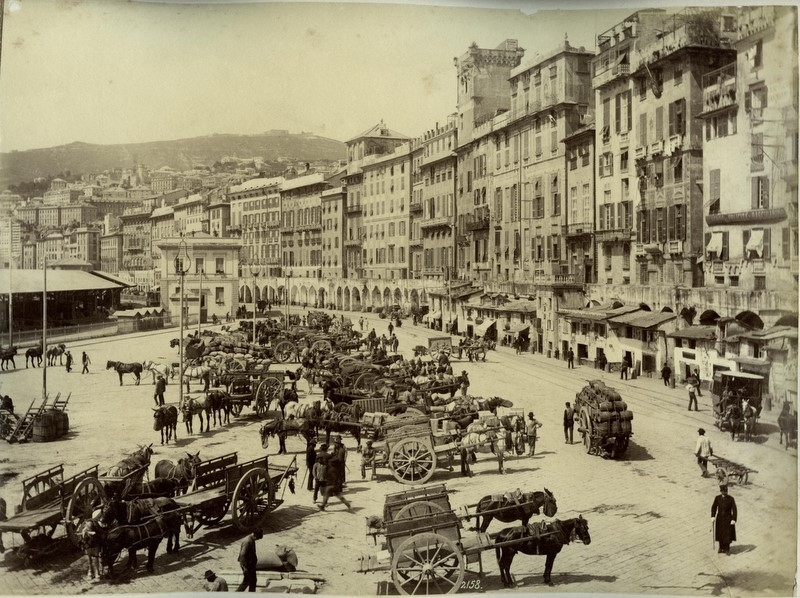
Piazza Caricamento dans une photographie d'Alfredo Noack (vers 1888).

La place, construite en 1839 comme terminal de la nouvelle allée côtière roi Carlo Alberto (actuelle via Gramsci), s'appelait di Carica à partir de 1854, lorsqu'elle devint la gare principale, destinée au chargement et au déchargement des marchandises du port, à partir du chemin de fer conçu comme un prolongement de la ligne Turin-Gênes pour desservir le trafic portuaire.
De nombreuses photographies de la fin du XIXe et du début du  XXe siècle montrent la place encombrée de charrettes tirées par des ânes, des bœufs ou des chevaux, attendant pour charger ou décharger des marchandises de toutes sortes.

## Description
La place s'étend sur environ 9 000 m2 sur une surface qui, au Moyen Âge, était occupée par les quais du port. La mer venait lécher les arcades de Sottoripa, dont la plupart donnent aujourd'hui sur la place. La place, qui a la forme d'un quadrilatère irrégulier, est délimitée sur les autres côtés par le Palazzo San Giorgio, autrefois Palazzo delle Compere di San Giorgio et aujourd'hui siège de l'autorité portuaire, de la zone de l'ancien port, avec les jetées de Spinola, qui abritent aujourd'hui l'aquarium, et d'Embriaco (autrefois appelé Ponte della Mercanzia), qui abrite une structure tendue multifonctionnelle utilisée pour des événements en été et comme patinoire en hiver. Du côté nord-ouest, la place continue dans la via Antonio Gramsci. Aujourd'hui, la place est presque entièrement piétonne, à l'exception d'une zone désignée comme terminus de bus. Un passage souterrain construit dans les années 1990 sous la place elle-même et le Palazzo San Giorgio relie la via Gramsci à la piazza Cavour et à la rocade de la mer.
Au centre de la place, d'où partaient jusqu'au début du XXe siècle de nombreux wagons transportant des marchandises du port, se dresse la statue en bronze de Raffaele Rubattino, réalisée en 1889 par le sculpteur Augusto Rivalta. Rubatino, considéré comme le premier armateur italien, était aussi un patriote : proche de Nino Bixio, il fournit en 1861 à Garibaldi des navires pour l'expédition des Mille,.
La Piazza Caricamento est reliée au centre historique par la Via al Ponte Reale, qui débouche dans le bâtiment Sottoripa derrière le palais San Giorgio. Son nom dérive d'une ancienne jetée, démolie à la fin du XIXe siècle et située entre les deux quais Spinola et Embriaco, appelée Ponte Reale, destinée exclusivement à l'embarquement et au débarquement des passagers. Une fontaine artistique avait été placée sur la tête de cette jetée en 1643, transférée vers 1840 sur la Piazza Colombo, dans le quartier de San Vincenzo, où elle se trouve encore aujourd'hui.
À l'entrée de via al Ponte Reale, sur les côtés opposés de la route, il y a deux bâtiments historiques, tous deux inscrits au registre des Rolli en 1614 : le Palazzo Emanuele Filiberto Di Negro et le Palazzo Adorno du XVIe siècle, transformé au XIXe siècle en hôtel de luxe - Hôtel de France - qui accueillait d'illustres voyageurs. Récemment restaurés, ils servent aujourd'hui de bureaux et d'habitations.

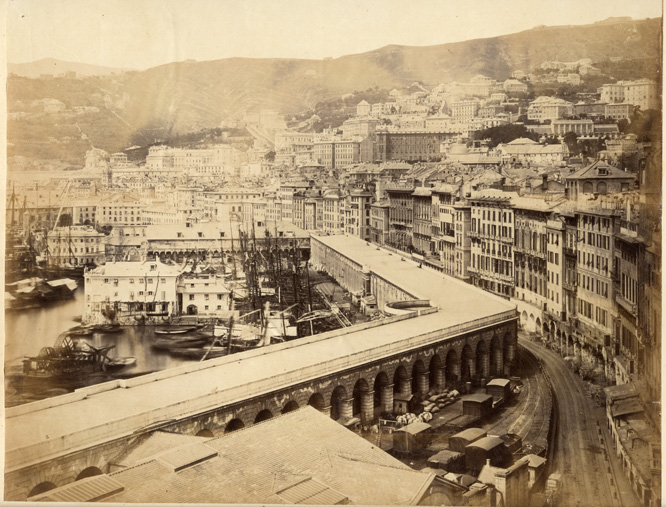
Les Marble Terraces dans une autre image d'Alfred Noack.

Les Terrasses de marbre ont été construites sur le toit des entrepôts en 1839. Ce bâtiment, conçu par Ignazio Gardella senior, treize mètres de large et plus de quatre cents de long, avec un coude pour suivre le tracé du littoral, faisait face au palais Ripa de la piazza Caricamento au quai. Du côté faisant face à la place se trouvaient des arcades occupées par des boutiques. Cette structure aussi, comme les murs précédents, cachait la vue de Sottoripa de la mer, créant une barrière claire entre le port et la ville ; destination pendant quelques décennies des promenades dominicales de la bourgeoisie génoise, les terrasses sont démolies en 1886 pour permettre l'élargissement de la rue et de la place,.
Au cours du XXe siècle, l'expansion du port vers l'ouest a fait diminuer l'importance du bassin portuaire le plus ancien, celui qui pendant de nombreux siècles avait été le cœur de l'activité marchande génoise, mais la place a continué à rester séparée de la zone maritime des murs du port. En 1963, la Sopraelevata a été construite, qui traverse la place le long du bord de la zone portuaire, reliant la sortie d'autoroute Genova Ovest à la Foce. L'ouvrage, bien qu'ayant contribué à décongestionner la circulation sur la place, a toujours fait l'objet de vives discussions pour son impact visuel.
À l'occasion de l'Exposition Colomb de 1992, la place a été partiellement piétonnisée, grâce à la construction du passage souterrain qui relie via Gramsci à la piazza Cavour. Les travaux de restauration ont également concerné le Palazzo San Giorgio, mais l'opération la plus importante a concerné la zone de l'ancien port : une fois ses fonctions commerciales cessées, il a finalement été ouvert sur la ville, redonnant à la place son original débouché sur la mer,.
De nouvelles restaurations ont affecté les façades des bâtiments Ripa Maris en 2004, dans le cadre des initiatives liées à l'événement Gênes capitale européenne de la culture.

## Galerie

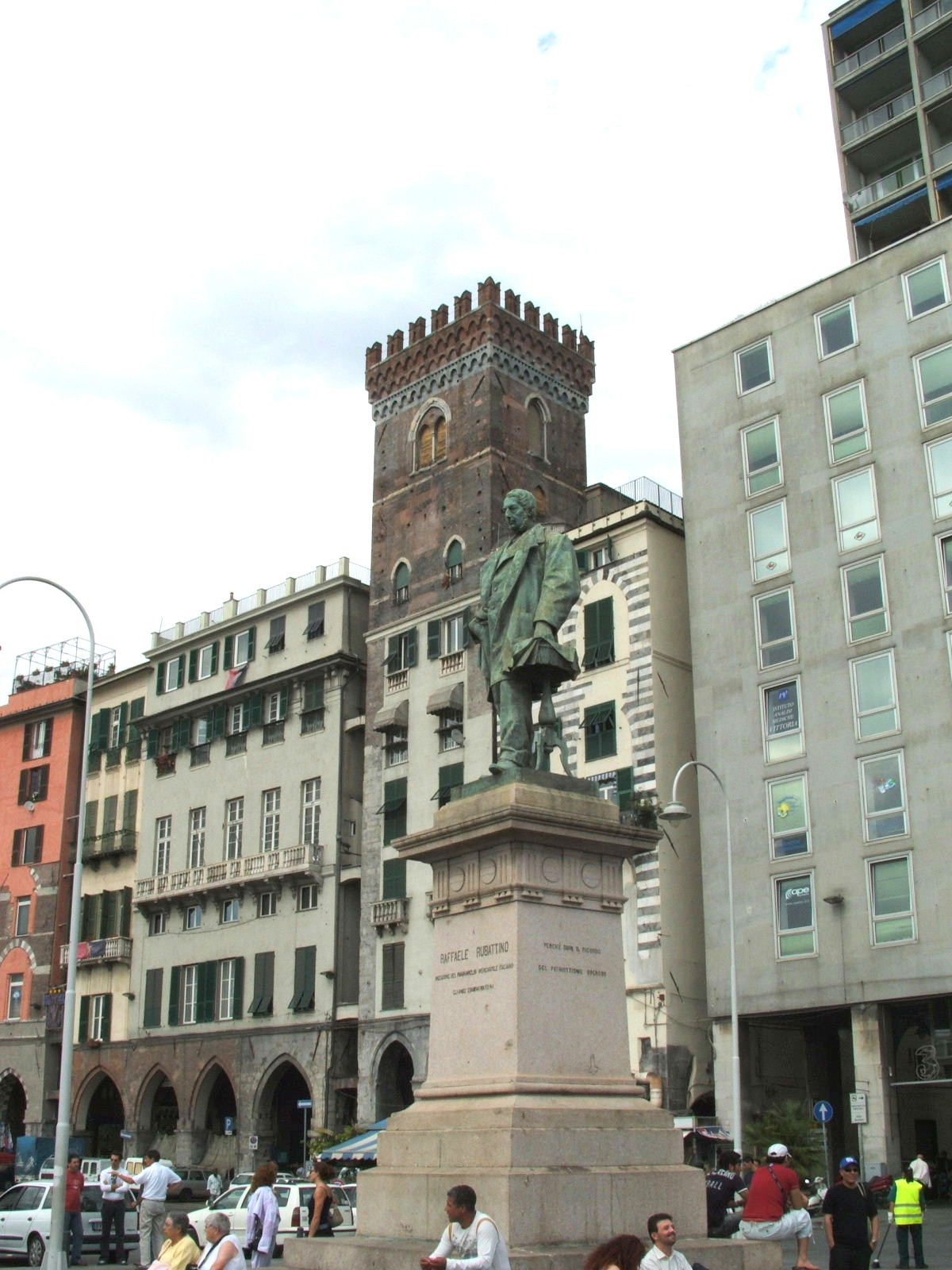
Les arcades de Sottoripa et la statue de Raffaele Rubatino.
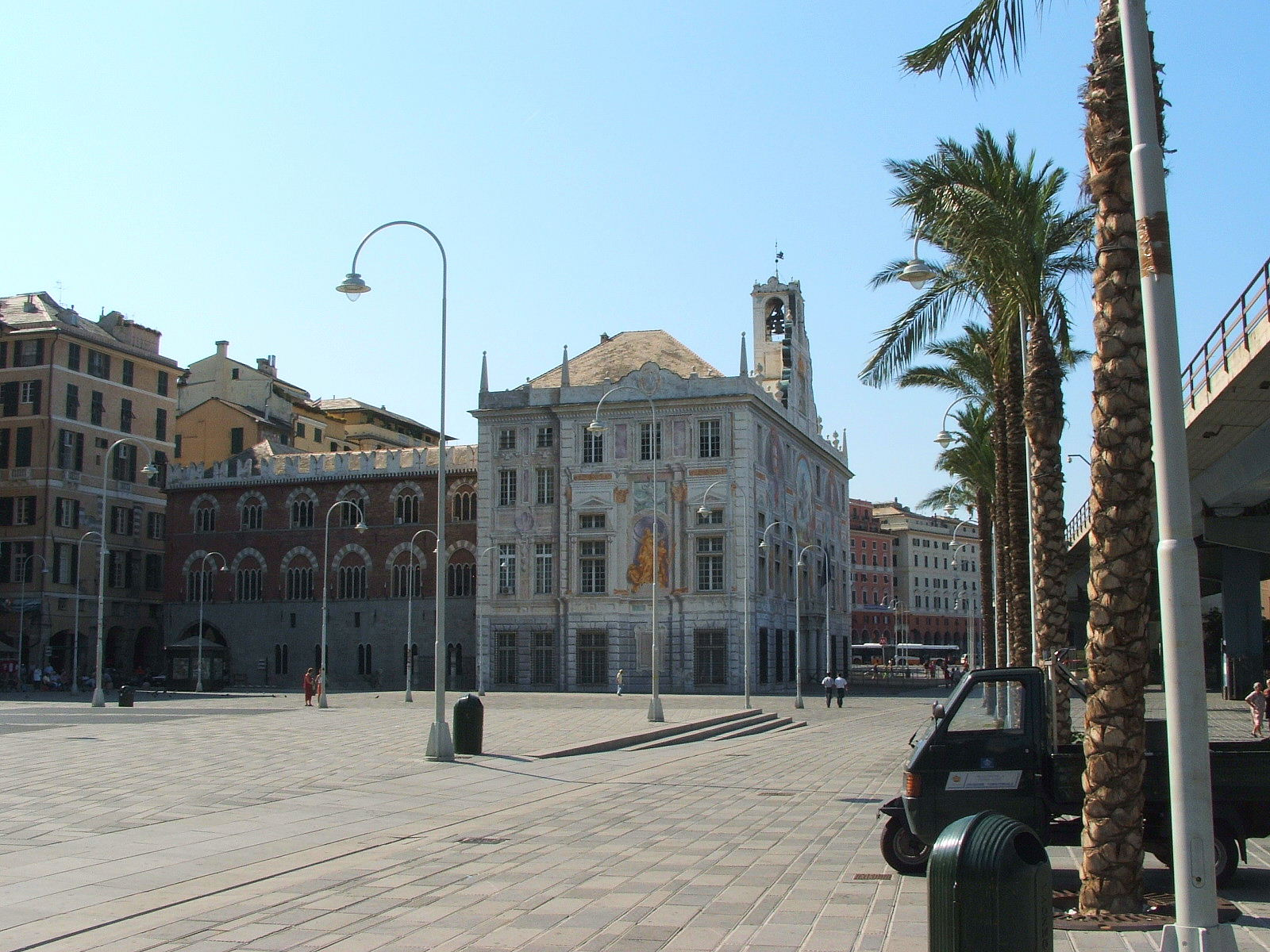
Le côté sud de la place a l'élévation latérale du Palazzo San Giorgio en arrière-plan.
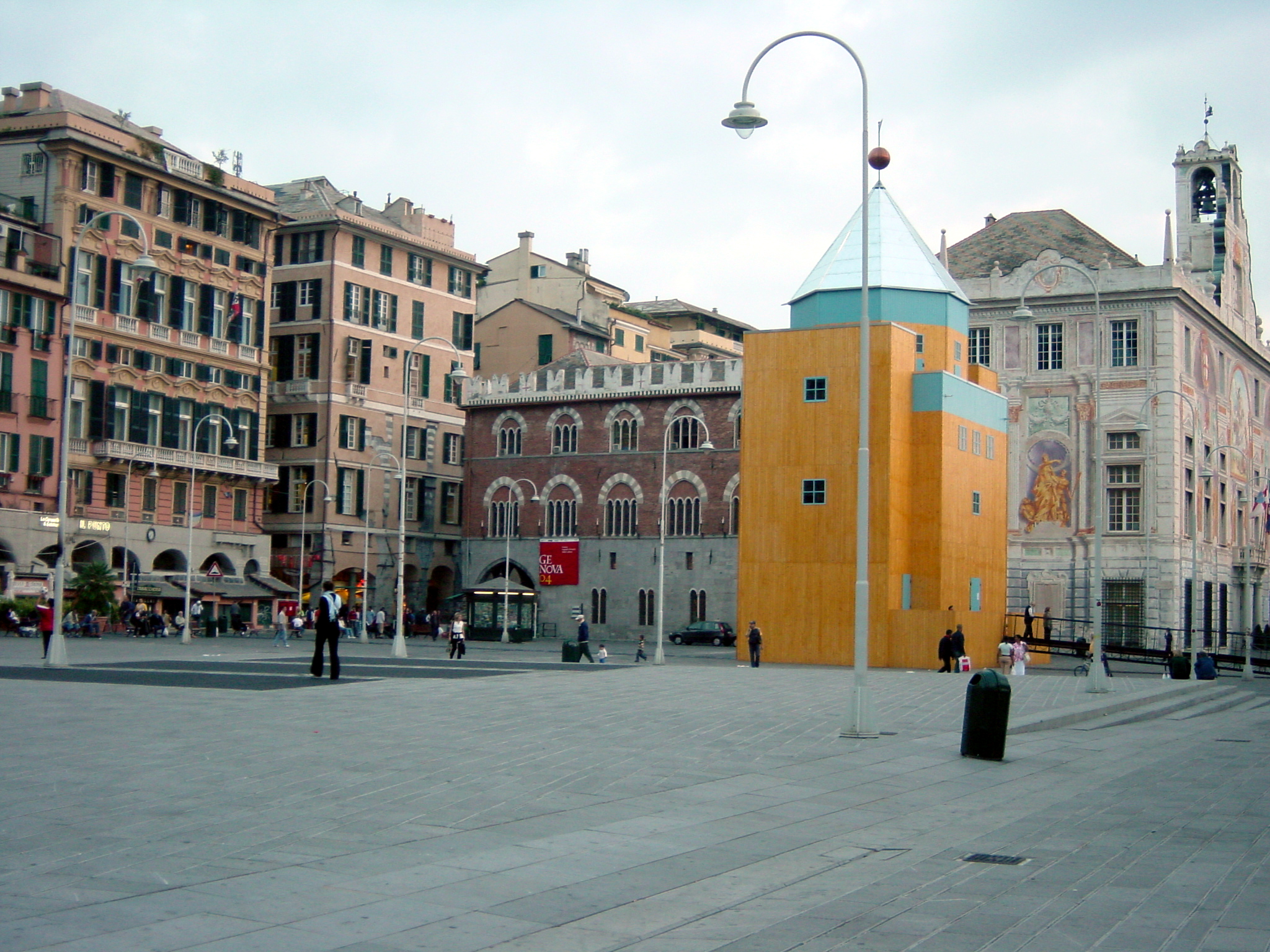
Installation artistique à l'occasion des événements de « Gênes 2004 » capitale européenne de la culture.
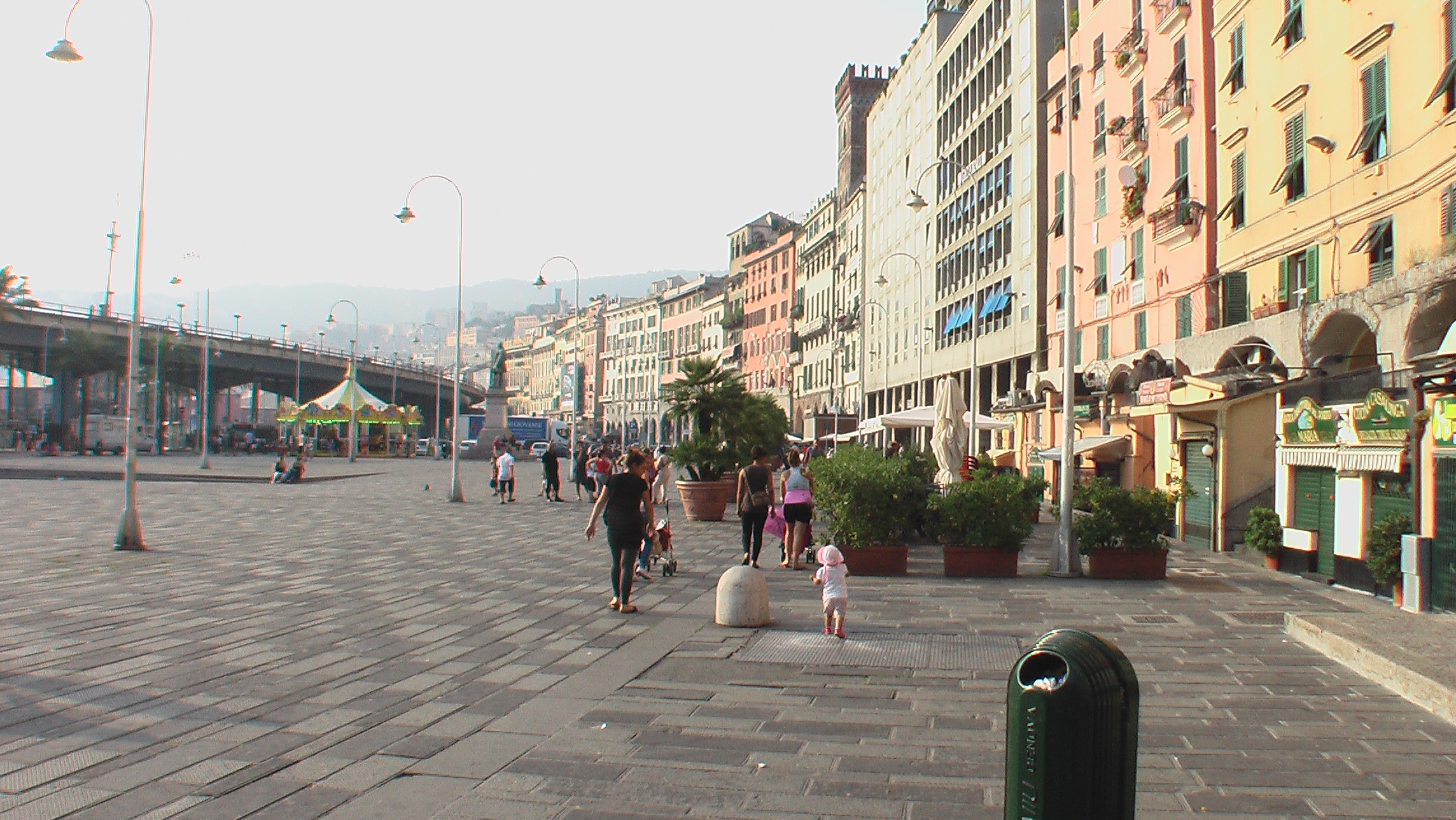
Vue de la place vers via Gramsci et la Sopraelevata.